# Mellicta austera
Mellicta austera är en fjärilsart som beskrevs av Ruggero Verity 1940. Mellicta austera ingår i släktet Mellicta och familjen praktfjärilar. Inga underarter finns listade i Catalogue of Life.